# Kočerinovo
Kočerinovo (búlgaro:Кочериново) é uma cidade da Bulgária, localizada no distrito de Kyustendil. A sua população era de 2,599 habitantes segundo o censo de 2010.

## População
| Kočerinovo | Kočerinovo | Kočerinovo | Kočerinovo | Kočerinovo | Kočerinovo | Kočerinovo | Kočerinovo | Kočerinovo | Kočerinovo | Kočerinovo | Kočerinovo | Kočerinovo | Kočerinovo | Kočerinovo | Kočerinovo | Kočerinovo | Kočerinovo | Kočerinovo | Kočerinovo |
| --- | ---------- | ---------- | ---------- | ---------- | ---------- | ---------- | ---------- | ---------- | ---------- | ---------- | ---------- | ---------- | ---------- | ---------- | ---------- | ---------- | ---------- | ---------- | ---------- |
| Ano | 1887       | 1910       | 1934       | 1946       | 1956       | 1965       | 1975       | 1985       | 1992       | 2001       | 2002       | 2003       | 2004       | 2005       | 2006       | 2007       | 2008       | 2009       | 2010       |
| População |            |            |            | …          | …          | …          | 4,410      | 4,043      | 3,040      | 2,799      | 2,690      | 2,653      | 2,661      | 2,657      | 2,645      | 2,658      | 2,675      | 2,634      | 2,599      |
| Fontes: Instituto Nacional de Estatísticas, „citypopulation.de“, „pop-stat.mashke.org“, Bulgarian Academy of Sciences |            |            |            |            |            |            |            |            |            |            |            |            |            |            |            |            |            |            |            |